# Joseph Capriati

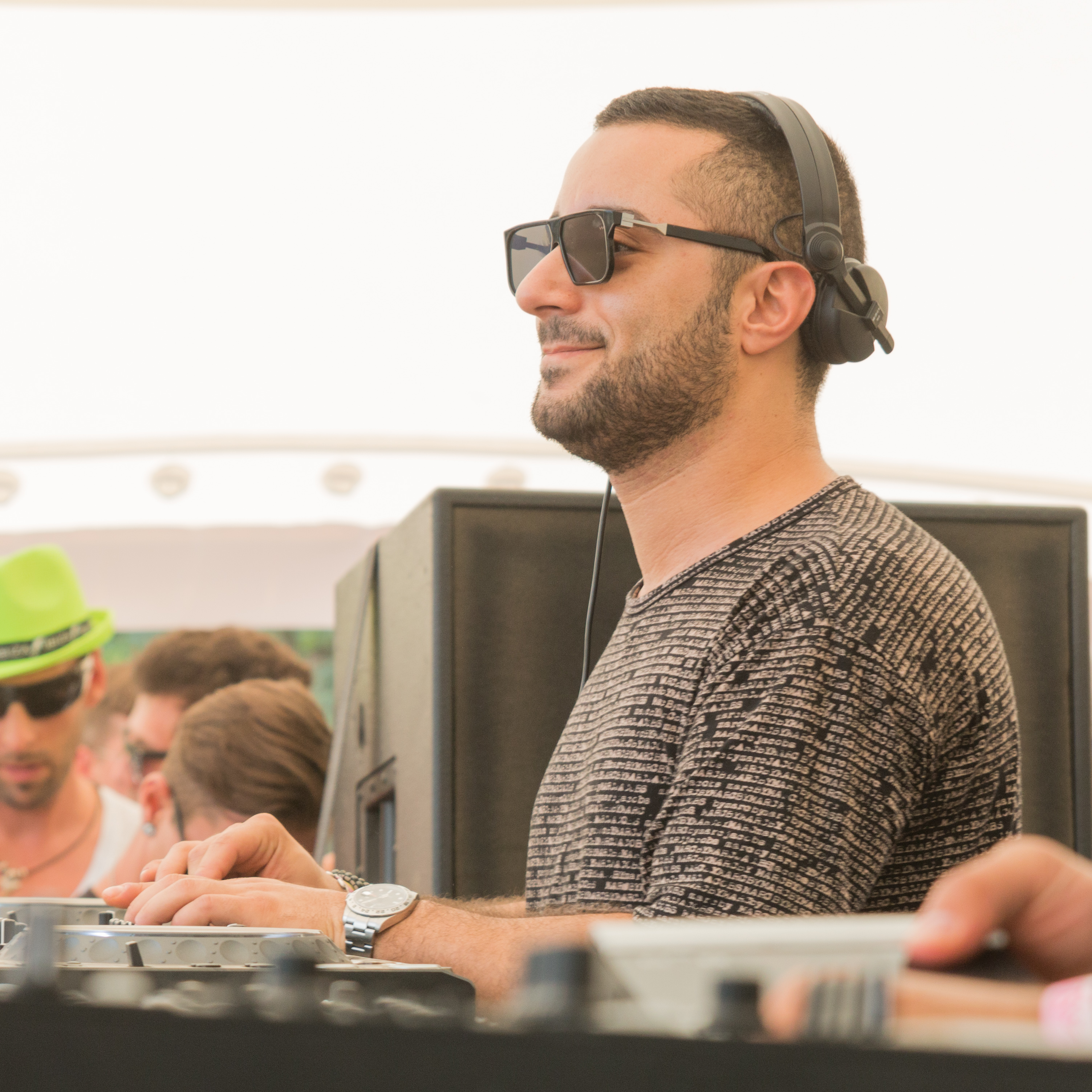
Joseph Capriati (2015)

Joseph Capriati (bürgerlich Giuseppe Capriati, * 25. Juli 1987 in Caserta, Italien) ist ein italienischer DJ und Techno-Produzent.

## Leben
Capriati wuchs in der italienischen Stadt Caserta, in der Nähe von Neapel, auf. Im Alter von elf Jahren hörte er eigenen Angaben zufolge zum ersten Mal einen DJ und wollte von da an selbst Disc Jockey werden. Er sparte Geld um sich das nötige Equipment zu kaufen und fing kurze Zeit später an, auf kleineren Veranstaltungen in Italien aufzutreten.

2003 begann er selbst Lieder zu produzieren, was 2007 zur Veröffentlichung seiner ersten Single mit dem Titel Microbiotic führte. 

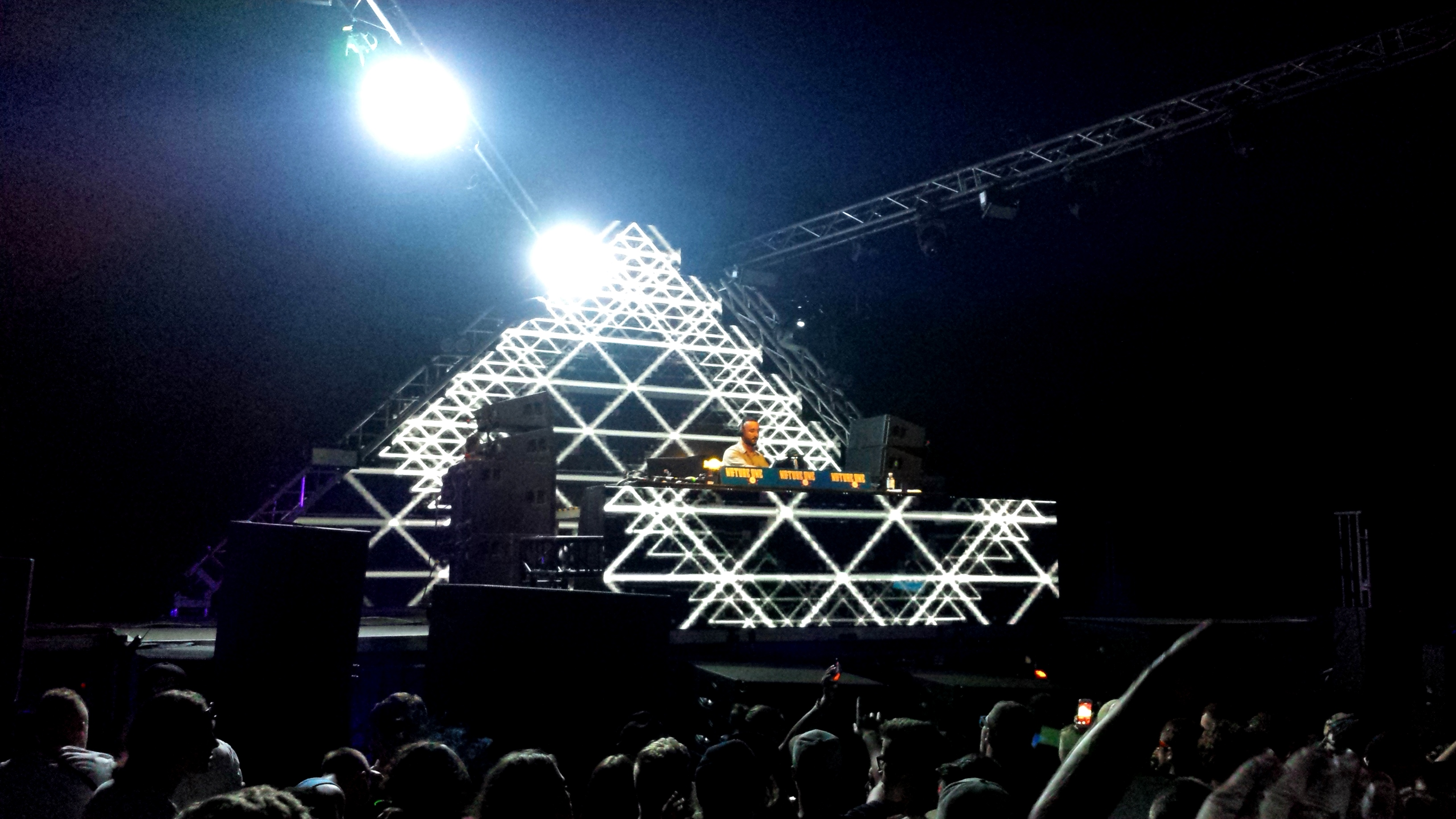
Joseph Capriati bei seinem Set im Century Circus auf der Nature One 4. August 2018

 Capriatis erste Tracks waren geprägt vom Musikstil von Künstlern wie Masters at Work, Danny Tenaglia, Little Louie Vega, François Kevorkian und Claudio Coccoluto.
2010 veröffentlichte er sein erstes Soloalbum, Save My Soul, welches sich durch die Verwendung eines Downbeat-Musikstils auszeichnete. Mit der Zeit wurde Capriati international bekannter und legte mit Größen wie Adam Beyer, Marco Carola, und Danny Tenaglia gemeinsam auf.
Heute ist Capriati auf vielen Festivals weltweit vertreten, beispielsweise dem Tomorrowland in Belgien oder dem Time Warp Festival in Mannheim.

## Diskografie (Auswahl)
Alben
- 2010: Save My Soul
- 2013: Self Portrait

EPs
- 2007: C’est La Vie
- 2007: Weekend
- 2008: Farlocco
- 2008: Molotov (mit Markantonio)
- 2008: Orange (mit Rino Cerrone)
- 2008: Codice Morse (mit Markantonio)
- 2008: At Last (mit Abnormal Boyz)
- 2009: Login
- 2024: Mantra (mit Indira Paganotto)

Singles
- 2007: Microbiotic
- 2007: Teoria Della Fissione (mit Carassi)
- 2007: Formaldehyde (mit Carassi)
- 2007: Flip Da Box
- 2008: Verin Tools (mit Rino Cerrone)
- 2008: Things That Work (mit Uto Karem)
- 2008: Don’t Poison A Sleeping Dog
- 2008: Round Zero (mit Markantonio)
- 2008: Giallo Canarino (mit Matteo Spedicati)
- 2008: Fuck On / Girotondo
- 2009: Sidechains / Kontrol Room
- 2009: Incest (mit Matteo Spedicati)
- 2009: Iron Pump / Black Line
- 2010: Gashouder
- 2010: Galaxy Express / Old River
- 2011: Missed Flight (mit Cari Lekebusch)
- 2011: The Gallery
- 2011: The Napoli Connection (mit Rino Cerrone & Markantonio)
- 2012: A-Sides (mit Alan Fitzpatrick)
- 2012: Congenial Endeavor (mit Adam Beyer)
- 2013: Awake / Fratello
- 2016: Redimension 001 (mit Adam Beyer)